# Ammotrechesta
Ammotrechesta es un género de arácnidos solifugos perteneciente a la familia Ammotrechidae que se distribuye por Centroamérica.

## Especies
Según solpugid.com
- Ammotrechesta brunnea Roewer, 1934
- Ammotrechesta garcetei Armas, 1993
- Ammotrechesta maesi Armas, 1993
- Ammotrechesta schlueteri Roewer, 1934
- Ammotrechesta tuzi Roewer, 1934